# Qinghai Nanshan
Qinghai Nanshan (Góry Kukunorskie; chiń. 青海南山; pinyin Qīnghǎi Nánshān) – zrębowe pasmo górskie w środkowych Chinach, część gór Qilian Shan. Rozciąga się z północnego zachodu na południowy wschód na długości ponad 300 km i ogranicza od południowego zachodu kotlinę jeziora Kuku-nor. Najwyższe szczyty wznoszą się powyżej 4000 m n.p.m. Pasmo zbudowane jest ze skał krystalicznych, głównie z granitów i porośnięte jest suchą roślinnością stepową.